# Yusufu Lule
Yusufu Kironde Lule, także Yusuf Lule (ur. 10 kwietnia 1912 w Kampali, zm. 21 stycznia 1985 w Londynie) – ugandyjski polityk, prezydent kraju od 13 kwietnia do 20 czerwca 1979.
Urodził się w Kampali. W latach 30. uprawiał sport, zwłaszcza lekką atletykę i był mistrzem kraju w biegu na 800 jardów. Następnie studiował na Uniwersytecie Makerere w Kampali i Uniwersytecie Fort Hare. Konwertował dla swojej ukochanej Anny z islamu na anglikanizm. W 1955 został jednym z trzech afrykańskich ministrów w rządzie kolonialnej Ugandy. W 1962 został szefem służby publicznej, a w 1964 szefem Uniwersytetu Makerere. W 1970 ze względu na różnice polityczne z prezydentem Miltonem Obote wyemigrował do Wielkiej Brytanii, gdzie przez 2 lata pracował w administracji Wspólnoty Narodów. Następnie przez 7 lat kierował Stowarzyszeniem Afrykańskich Uniwersytetów. W marcu 1979 stanął na czele Ugandyjskiego Frontu Wyzwolenia Narodowego, który obalił prezydenta Idiego Amina. Został następnie wyznaczony na stanowisko prezydenta. Nie był go jednak w stanie efektywnie sprawować ze względu na konflikty ze zwolennikami Miltona Obote i ze względu na obecność w gabinecie polityków o sprzecznych poglądach. Pozostawał jednocześnie szefem rządu i powołał quasi-parlament. 20 czerwca Lule podał się do dymisji i przekazał władzę Godfreyowi Binaisie, następnie wyemigrował do Londynu, pozostając krytykiem prezydenta Obote. W 1981 został szefem Narodowego Ruchu Oporu, który partyzancko walczył z władzą. Zmarł w 1985 wskutek niewydolności nerek.